# Nikołaj Prichod´ko
Nikołaj Trofimowicz Prichod´ko (ros. Николай Трофимович Приходько, ur. 1896 we wsi Wasyliwka w rejonie pawłohradzkim w guberni jekaterynosławskiej, zm. 14 stycznia 1953) – funkcjonariusz radzieckich służb specjalnych, kapitan bezpieczeństwa państwowego.

## Życiorys
Ukrainiec, po ukończeniu dwuklasowej szkoły w rodzinnej wsi był uczniem montera w fabryce w Mikołajowie, w latach 1914–1915 słuchacz Szkoły Floty Czarnomorskiej w Sewastopolu, 1915–1918 miner elektryk Floty Czarnomorskiej, 1918–1919 żołnierz oddziału komunistycznej partyzantki, 1919–1920 dowódca dywizji 2 Ekspedycji Morskiej. Od stycznia 1919 w RKP(b)/WKP(b), od lutego 1921 w organach Czeki w Pawłohradzie (Charkowski Okręg Wojskowy), od czerwca 1921 do 1922 wojskowy pełnomocnik, zastępca szefa wywiadu i zastępca szefa biura politycznego powiatowej Czeki w Nowomoskowsku, od 1923 do sierpnia 1925 szef Okręgowego Oddziału GPU w Krzywym Rogu, od 26 sierpnia 1925 do 2 lutego 1926 szef Okręgowego Oddziału GPU w Korosteniu. Od lutego 1926 do stycznia 1927 szef oddziału Charkowskiego Okręgowego Oddziału GPU, od 1 stycznia 1927 do 1928 szef Oddziału VI Zarządu Ekonomicznego GPU Ukraińskiej SRR, od 20 lipca 1928 do 5 września 1930 szef Okręgowego Oddziału GPU w Szepetówce, od 1930 do 10 marca 1935 zastępca i pomocnik szefa Zarządu Ekonomicznego GPU/Wydziału Ekonomicznego Zarządu Bezpieczeństwa Państwowego (UGB) NKWD Ukraińskiej SRR, równocześnie od lipca 1934 do 10 marca 1935 szef Oddziału II Wydziału Ekonomicznego UGB NKWD Ukraińskiej SRR. Od marca 1935 do stycznia 1937 zastępca szefa Zarządu NKWD obwodu winnickiego, od 13 grudnia 1935 kapitan bezpieczeństwa państwowego, od lutego do września 1937 szef Miejskiego Oddziału NKWD w Mikołajowie i szef Wydziału Specjalnego NKWD 15 Dywizji Strzeleckiej, od września do 1 października 1937 p.o. ludowego komisarza spraw wewnętrznych Mołdawskiej ASRR. Od 1 października 1937 do 26 lutego 1938 szef Obwodowego Zarządu NKWD w Kamieńcu Podolskim, od 28 marca do 30 kwietnia 1938 szef Wydziału 4 Zarządu 3 NKWD ZSRR, od kwietnia 1938 do 1939 szef przedsiębiorstwa okrętowego w Astrachaniu, usunięty ze stanowiska za awarię w transporcie, aresztowany i 1940 skazany na 3 lata więzienia, 1941 zwolniony. Od grudnia 1941 inspektor, następnie szef Zarządu 5 Budów Obronnych, od 28 maja 1942 pracował w Zarządzie "Czelabinsmietałłurgstroj" NKWD/MWD ZSRR, od kwietnia 1947 do marca 1949 szef Wydziału Produkcji Zarządu Hydromechanizacji MWD ZSRR, następnie do śmierci szef wydziału i starszy inżynier biura Zarządu Poprawczego Obozu Pracy MWD. Odznaczony dwoma Orderami Czerwonej Gwiazdy (19 grudnia 1937 i 16 maja 1945), Odznaką "Honorowy Funkcjonariusz Czeki/GPU (V)" (1931) i dwoma medalami.